# Johan Ghysels
Johan Ghysels (20 december 1964) is een Vlaams dichter. Hij is gehuwd met Katie Velghe. Samen hebben ze een zoon en een dochter. Hij werkt als uitgever lifestyle bij Uitgeverij Lannoo, waar hij de boeken uitgeeft van onder andere Piet Huysentruyt, Daniël Ost en Pascale Naessens . 
In 2009 verscheen zijn eerste dichtbundel Ik zoek een mooi woord voor jou, een bundel met liefdesgedichten.

## Oeuvre
- Ik zoek een mooi woord voor jou (2009)